# Viçosa (kommun i Brasilien, Rio Grande do Norte)
Viçosa är en kommun i Brasilien.   Den ligger i delstaten Rio Grande do Norte, i den östra delen av landet, 1 500 km nordost om huvudstaden Brasília. Antalet invånare är 1 618. Arean är 38 kvadratkilometer.
Terrängen i Viçosa är kuperad åt sydväst, men åt nordost är den platt.
Omgivningarna runt Viçosa är huvudsakligen savann. Runt Viçosa är det ganska tätbefolkat, med 58 invånare per kvadratkilometer.